# The great mistake
|  | Denne artikel er oprettet af botten PalnaBot ud fra en ekstern database. Den kan derfor have sproglige fejl eller mangler. Denne skabelon kan fjernes efter kontrol af indholdet. |

The great mistake er en animationsfilm instrueret af Anders Berthelsen efter manuskript af Rune Christensen, Dylan Sisson, Anders Berthelsen.

## Handling
Til et mafia-familiemøde dukker navnet Giuseppe Baldini op - en sort plet fra fortiden, der har stået på familiens dødsliste så længe, at han næsten er gået i glemmebogen. La Famila sætter derfor deres mest koldblodige hitman på sagen og sender ham til Italien for at gøre en ende på Baldini. Hvad der venter ham i Venedig tager dog komplet fusen på den ellers snu og beregnende morder - og spørgsmålet er, om man kan tage røven på en hitman?